# Распеков, Абден
Абден Распеков, другой вариант фамилии — Рыспеков (1905 год, село Аккул, Аулиеатинский уезд, Сыр-Дарьинская область, Туркестанский край — дата смерти неизвестна) — старший табунщик колхоза имени Куйбышева Джамбулского района Джамбулской области, Казахская ССР. Герой Социалистического Труда (1948). Мастер социалистического животноводства Казахской ССР.

## Биография
Родился в 1905 году в крестьянской семье в селе Аккул Аулиеатинского уезда (сегодня — Таласский район Жамбылской области). Одним из первых вступил в сельскохозяйственную артель в родном селе, которая позднее была преобразована в колхоз имени Куйбышева Джамбулского района. Трудился в этом же колхозе табунщиком.
Участвовал в Великой Отечественной войне в составе 31-й гвардейской стрелковой дивизии. После демобилизации в 1945 году возвратился в родной колхоз, где продолжил работать коневодом. Был назначен старшим табунщиком.
В 1947 году бригада Абдена Распекова вырастила 65 жеребят от 65 кобыл. За получение высокой продуктивности животноводства в 1947 году удостоен звания Героя Социалистического Труда указом Президиума Верховного Совета СССР от 23 июля 1977 года с вручением ордена Ленина и золотой медали «Серп и Молот».
В последующие годы применял передовые методы ухода за лошадьми. При табунном содержании получал по одному жеребёнку от каждой кобылы. За четыре года не допустил ни одного случая потери жеребёнка. Производил племенную работу, скрещивая лошадей местной породы с производителями русской рысистой породы. Увеличил поголовье колхозного табуна в 2,5 раза, за что был награждён вторым орденом Ленина.
Избирался депутатом районного Джамбулского совета[уточнить] народных депутатов.
Позднее работал заведующим конетоварной фермой колхоза имени Сталина Свердловского района Джамбулской области.